# Az angol labdarúgó-válogatott csapatkapitányainak listája

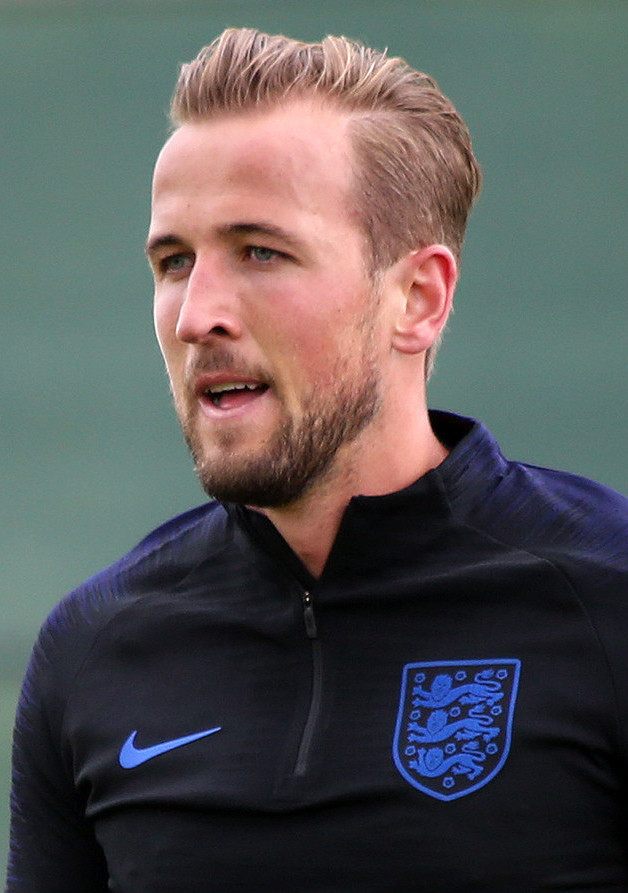
Harry Kane a 2018-as világbajnokság előtt kinevezett jelenlegi csapatkapitány.

Ebben a szócikkben vannak felsorolva az angol labdarúgó-válogatott csapatkapitányai.
A legelső angol csapatkapitány Cuthbert Ottaway volt, aki a válogatott legelső nemzetközi mérkőzésén, Skócia ellen 1872. november 30-án volt csapatkapitány. Ottaway ezen a mérkőzésen kívül csak egyszer volt kapitány, a harmadik nemzetközi mérkőzésen, 1874. március 7-én szintén Skócia ellen. Alexander Morten Anglia első hazai pályán játszott mérkőzésén volt kapitány, 1873. március 8-án Skócia ellen, és ő volt az első, aki mérkőzést nyert csapatával. Ez volt az egyetlen mérkőzése a válogatottban.
Azóta Billy Wright felállította a legtöbb kapitányként játszott mérkőzés rekordját (90 mérkőzés). Bobby Moore, aki eddig az egyetlen csapatkapitány, aki világbajnokságot nyert, 1973-ban érte el a 90 mérkőzésszámot, így osztozik a rekordban Wrighttal. Harry Kane a válogatott jelenlegi csapatkapitánya.

## Capello rotációs rendszere
| Dátum                      | Ellenfél               | Eredmény* | Kapitány       |
| -------------------------- | ---------------------- | --------- | -------------- |
| 2008. február 6.           | Svájc (o)              | 2-1       | Steven Gerrard |
| 2008. március 26.          | Franciaország (i)      | 0-1       | Rio Ferdinand  |
| 2008. május 28.            | Egyesült Államok (o)   | 2-0       | John Terry     |
| 2008. június 1.            | Trinidad és Tobago (i) | 3-0       | David Beckham  |
| 2008. augusztus 20.        | Csehország (o)         | 2-2       | John Terry     |
| * Anglia eredménye az első |                        |           |                |

Fabio Capello 2008 januárjában foglalta el a szövetségi kapitányi posztot az angol válogatottnál, de nem egyszerre választott ki állandó csapatkapitányt. Azt nyilatkozta, hogy ezt nem is fogja megtenni Anglia következő tétmérkőzéséig, ami 2008. szeptember 6-án volt Andorra ellen. Capello rotációs rendszerének részeként minden barátságos mérkőzésre más játékost nevezett ki csapatkapitánynak, végül John Terryt nevezte ki a válogatott állandó kapitányának.
Capello elődjénél, Steve McClarennél is John Terry viselte a kapitányi karszalagot. McClaren ideje alatt, 2006 augusztustól 2007 novemberig Terry öt mérkőzést hagyott ki sérülés miatt, ekkor Steven Gerrard végezte a kapitányi teendőket.

## A csapatkapitányok listája
Az utolsó elszámolt mérkőzés: Trinidad és Tobago ellen, 2008. június 1.
| #  | Játékos               | Válogatottság | Mérkőzések kapitányként | Összes mérkőzés | Első nap kapitányként |
| -- | --------------------- | ------------- | ----------------------- | --------------- | --------------------- |
| 1  | Billy Wright          | 1946–1959     | 90                      | 105             | 1948. 10.09.          |
| 1  | Bobby Moore           | 1962–1973     | 90                      | 108             | 1963. 05.29.          |
| 3  | Bryan Robson          | 1980–1991     | 65                      | 90              | 1982. 11.17.          |
| 4  | David Beckham         | 1996–         | 59                      | 102             | 2000. 11.15.          |
| 5  | Alan Shearer          | 1992–2000     | 34                      | 63              | 1996. 09.01.          |
| 6  | Kevin Keegan          | 1972–1982     | 31                      | 63              | 1976. 03.24.          |
| 7  | Emlyn Hughes          | 1969–1980     | 23                      | 62              | 1974. 03.11.          |
| 8  | Bob Crompton          | 1902–1914     | 22                      | 41              | 1903. 03.02.          |
| 8  | Johnny Haynes         | 1954–1962     | 22                      | 56              | 1960. 05.15.          |
| 10 | Eddie Hapgood         | 1933–1939     | 21                      | 30              | 1934. 11.14.          |
| 11 | David Platt           | 1989–1996     | 19                      | 62              | 1993. 02.17.          |
| 12 | Gary Lineker          | 1984–1992     | 18                      | 80              | 1990. 09.12.          |
| 13 | Norman Bailey         | 1878–1887     | 15                      | 19              | 1881. 03.12.          |
| 13 | Jimmy Armfield        | 1959–1966     | 15                      | 43              | 1961. 09.28.          |
| 13 | Peter Shilton         | 1970–1990     | 15                      | 125             | 1982. 05.25.          |
| 13 | Tony Adams            | 1987–2000     | 15                      | 66              | 1994. 10.12.          |
| 17 | Viv Woodward          | 1903–1911     | 14                      | 23              | 1908. 02.15.          |
| 17 | John Terry            | 2003–         | 14                      | 43              | 2006. 08.16.          |
| 19 | Gilbert Smith         | 1893–1901     | 13 vagy 14 vagy 15      | 20              | 1896. 04.04.          |
| 18 | George Hardwick       | 1946–1948     | 13                      | 13              | 1946. 09.28.          |
| 21 | Roy Goodall           | 1926–1933     | 12                      | 25              | 1928. 03.31.          |
| 22 | Ray Wilkins           | 1976–1986     | 10                      | 84              | 1982. 09.22.          |
| 22 | Stuart Pearce         | 1987–1999     | 10                      | 78              | 1991. 06.08.          |
| 24 | Jack Hill             | 1925–1929     | 8                       | 11              | 1927. 04.02.          |
| 24 | Mick Mills            | 1972–1982     | 8                       | 42              | 1978. 05.13.          |
| 24 | Gerry Francis         | 1976–1976     | 8                       | 12              | 1975. 09.03.          |
| 24 | Michael Owen          | 1998–         | 8                       | 89              | 2002. 04.17.          |
| 28 | George Wilson         | 1921–1924     | 7                       | 12              | 1921. 10.22.          |
| 28 | Terry Butcher         | 1980–1990     | 7                       | 77              | 1986. 11.12.          |
| 28 | Paul Ince             | 1992–2000     | 7                       | 53              | 1993. 06.09.          |
| 28 | Steven Gerrard        | 2000–         | 7                       | 66              | 2004. 03.31.          |
| 32 | George Male           | 1934–1939     | 6                       | 19              | 1936. 11.18.          |
| 32 | Alan Ball, ifj.       | 1965–1975     | 6                       | 72              | 1975. 03.12.          |
| 32 | Phil Thompson         | 1976–1982     | 6                       | 42              | 1979. 11.22.          |
| 35 | Percy Walters         | 1885-1890     | 5                       | 13              | 1886. 03.13.          |
| 35 | Willis Edwards        | 1926–1929     | 5                       | 16              | 1928. 10.22.          |
| 35 | Ronnie Clayton        | 1955–1960     | 5                       | 35              | 1959. 10.17.          |
| 38 | Tinsley Lindley       | 1886–1891     | 4                       | 13              | 1888. 02.04.          |
| 38 | Stanley Schute Harris | 1904–1906     | 4                       | 6               | 1905. 02.25.          |
| 38 | Sam Wadsworth         | 1922–1926     | 4                       | 9               | 1924. 10.22.          |
| 38 | David Jack            | 1924–1932     | 4                       | 9               | 1930. 04.05.          |
| 38 | Ernie Blenkinsop      | 1928–1933     | 4                       | 26              | 1931. 12.09.          |
| 38 | Tom Cooper            | 1927–1934     | 4                       | 15              | 1934. 04.14.          |
| 38 | Martin Peters         | 1966–1974     | 4                       | 67              | 1971. 05.19.          |
| 45 | Robert Holmes         | 1888–1895     | 3                       | 7               | 1893. 03.13.          |
| 45 | Howard Spencer        | 1897–1905     | 3                       | 6               | 1903. 02.14.          |
| 45 | Arthur Grimsdell      | 1920–1923     | 3                       | 6               | 1921. 04.09.          |
| 45 | Alfred Bower          | 1923–1927     | 3                       | 5               | 1924. 12.08.          |
| 45 | Billy Walker          | 1920–1932     | 3                       | 18              | 1925. 05.21.          |
| 45 | Alfred Strange        | 1930–1933     | 3                       | 20              | 1931. 05.14.          |
| 45 | Sam Barkas            | 1936–1937     | 3                       | 18              | 1937. 10.23.          |
| 45 | Alf Ramsey            | 1948–1953     | 3                       | 32              | 1950. 11.15.          |
| 45 | Ron Flowers           | 1955–1966     | 3                       | 49              | 1964. 05.27.          |
| 45 | Bobby Charlton        | 1958–1970     | 3                       | 106             | 1969. 01.15.          |
| 45 | David Watson          | 1974-1982     | 3                       | 65              | 1981. 04.24.          |
| 45 | Sol Campbell          | 1996–         | 3                       | 70              | 1998. 05.24.          |
| 57 | Cuthbert Ottaway      | 1872–1874     | 2                       | 2               | 1872. 11.30.          |
| 57 | Charles Bambridge     | 1879–1887     | 2                       | 18              | 1882. 02.18.          |
| 57 | John Goodall          | 1888–1898     | 2                       | 14              | 1891. 03.07.          |
| 57 | Arthur Dunn           | 1883–1892     | 2                       | 4               | 1892. 03.15.          |
| 57 | George Cotterill      | 1891–1893     | 2                       | 4               | 1893. 02.25.          |
| 57 | Charles Wreford-Brown | 1889–1898     | 2 vagy 3                | 4               | 1895. 03.18.          |
| 57 | Jesse Pennington      | 1907–1920     | 2                       | 25              | 1920. 03.15.          |
| 57 | Charlie Buchan        | 1913–1924     | 2                       | 6               | 1921. 03.14.          |
| 57 | Basil Patchitt        | 1923          | 2                       | 2               | 1923. 05.21.          |
| 57 | Frank Swift           | 1946–1949     | 2                       | 19              | 1948. 05.16.          |
| 57 | Mick Channon          | 1972–1977     | 2                       | 46              | 1976. 05.28.          |
| 68 | Alexander Morten      | 1873          | 1                       | 1               | 1873. 03.08.          |
| 68 | C. W. Alcock          | 1875          | 1                       | 1               | 1875. 03.06.          |
| 68 | Hubert Heron          | 1873–1878     | 1                       | 5               | 1876. 03.04.          |
| 68 | William Rawson        | 1875–1877     | 1                       | 2               | 1877. 03.03.          |
| 68 | Arthur Cursham        | 1880–1884     | 1 vagy 2                | 6               | 1878. 03.02.          |
| 68 | Henry Wace            | 1878–1879     | 1 vagy 2                | 3               | 1879. 04.05.          |
| 68 | Charles Wollaston     | 1874–1880     | 1                       | 4               | 1880. 03.13.          |
| 68 | Francis Sparks        | 1879–1880     | 1                       | 3               | 1880. 03.15.          |
| 68 | Jack Hunter           | 1878–1882     | 1                       | 7               | 1881. 02.26.          |
| 68 | John Hudson           | 1883          | 1                       | 1               | 1883. 02.24.          |
| 68 | John Brodie           | 1889–1891     | 1                       | 3               | 1889. 03.02.          |
| 68 | Billy Moon            | 1888–1885     | 1                       | 7               | 1891. 04.06.          |
| 68 | R. Cunliffe Gosling   | 1892–1895     | 1 vagy 2                | 5               | 1895. 04.06.          |
| 68 | William Oakley        | 1895–1901     | 1                       | 16              | 1901. 03.09.          |
| 68 | Ernest Needham        | 1894–1902     | 1                       | 16              | 1901. 03.18.          |
| 68 | Tip Foster            | 1900–1902     | 1                       | 5               | 1902. 03.03.          |
| 68 | Frank Forman          | 1898–1903     | 1                       | 9               | 1902. 03.22.          |
| 68 | Stephen Bloomer       | 1895–1907     | 1                       | 23              | 1902. 05.03.          |
| 68 | Arthur Knight         | 1919          | 1                       | 1               | 1919. 10.25.          |
| 68 | Joseph McCall         | 1913–1920     | 1                       | 5               | 1920. 10.23.          |
| 68 | Ephraim Longworth     | 1920–1923     | 1                       | 5               | 1921. 05.21.          |
| 68 | Max Woosnam           | 1922          | 1                       | 1               | 1922. 03.13.          |
| 68 | Graham Doggart        | 1923          | 1                       | 1               | 1923. 11.01.          |
| 68 | Frank Moss            | 1924          | 1                       | 5               | 1924. 04.12.          |
| 68 | Claude Ashton         | 1925          | 1                       | 1               | 1925. 10.24.          |
| 68 | Tommy Lucas           | 1921–1926     | 1                       | 3               | 1926. 05.24.          |
| 68 | Frederick Kean        | 1923–1929     | 1                       | 9               | 1927. 05.21.          |
| 68 | Jack Barker           | 1934–1936     | 1                       | 11              | 1936. 10.17.          |
| 68 | Stan Cullis           | 1937–1939     | 1                       | 12              | 1939. 05.24.          |
| 68 | Alan Mullery          | 1964–1971     | 1                       | 35              | 1971. 02.03.          |
| 68 | Colin Bell            | 1968–1975     | 1                       | 48              | 1972. 05.23.          |
| 68 | Trevor Cherry         | 1976–1980     | 1                       | 27              | 1980. 05.31.          |
| 68 | Ray Clemence          | 1972–1983     | 1                       | 61              | 1981. 05.12.          |
| 68 | Phil Neal             | 1976–1983     | 1                       | 50              | 1982. 06.02.          |
| 68 | Peter Beardsley       | 1986–1996     | 1                       | 59              | 1988. 02.13.          |
| 68 | Mark Wright           | 1984–1996     | 1                       | 43              | 1991. 05.21.          |
| 68 | David Seaman          | 1988–2003     | 1                       | 75              | 1997. 09.10.          |
| 68 | Martin Keown          | 1992–2002     | 1                       | 43              | 2000. 10.11.          |
| 68 | Rio Ferdinand         | 1997–         | 1                       | 68              | 2008. 03.26.          |

### Vitatott kapitányságok
| Játékos       | Válogatottság | Mérkőzések kapitányként | Összes mérkőzés |
| ------------- | ------------- | ----------------------- | --------------- |
| Harry Daft    | 1889–1892     | 1 vagy 0                | 5               |
| Vaughan Lodge | 1894–1896     | 0 vagy 1                | 5               |
| George Raikes | 1895–1896     | 0 vagy 1                | 4               |

## Csapatkapitányok a háború után
| Időszak   | Állandó csapatkapitány | Csapatkapitányok, mikor az állandó kapitány nem játszik                                          |
| --------- | ---------------------- | ------------------------------------------------------------------------------------------------ |
| 1946–1948 | George Hardwick        | Frank Swift                                                                                      |
| 1948–1959 | Billy Wright           | Alf Ramsey                                                                                       |
| 1959–1960 | Ronnie Clayton         |                                                                                                  |
| 1960–1962 | Johnny Haynes          | Jimmy Armfield                                                                                   |
| 1962–1964 | Jimmy Armfield         | Bobby Moore                                                                                      |
| 1964–1973 | Bobby Moore            | Ron Flowers, Jimmy Armfield, Bobby Charlton, Mullery, Martin Peters, Colin Bell                  |
| 1974      | Emlyn Hughes           |                                                                                                  |
| 1975      | Alan Ball              |                                                                                                  |
| 1975–1976 | Gerry Francis          | Kevin Keegan                                                                                     |
| 1976–1977 | Kevin Keegan           | Emlyn Hughes, Mick Channon                                                                       |
| 1977–1979 | Emlyn Hughes           | Mick Mills, Kevin Keegan,                                                                        |
| 1979–1982 | Kevin Keegan           | Emlyn Hughes, Mick Mills, Phil Thompson, Trevor Cherry, Ray Clemence, Peter Shilton              |
| 1982      | Mick Mills             |                                                                                                  |
| 1982–1990 | Bryan Robson           | Ray Wilkins, Peter Shilton, Terry Butcher, Peter Beardsley                                       |
| 1990–1992 | Gary Lineker           | Mark Wright, Stuart Pearce                                                                       |
| 1992–1993 | Stuart Pearce          | Paul Ince, David Platt                                                                           |
| 1993–1995 | David Platt            | Paul Ince, Tony Adams                                                                            |
| 1996      | Tony Adams             | Alan Shearer                                                                                     |
| 1997–2000 | Alan Shearer           | Stuart Pearce, Paul Ince, David Seaman, Tony Adams, Sol Campbell, Martin Keown                   |
| 2000–2006 | David Beckham          | Michael Owen, Steven Gerrard                                                                     |
| 2006–2010 | John Terry             | Steven Gerrard, Rio Ferdinand, David Beckham                                                     |
| 2010–2011 | Rio Ferdinand          | Steven Gerrard, Frank Lampard, Gareth Barry                                                      |
| 2011–2012 | John Terry             | Steven Gerrard, Frank Lampard, Scott Parker                                                      |
| 2012–2014 | Steven Gerrard         | Frank Lampard, Wayne Rooney, Ashley Cole                                                         |
| 2014–2017 | Wayne Rooney           | Gary Cahill, Joe Hart, Phil Jagielka, James Milner, Chris Smalling, Jordan Henderson, Harry Kane |
| 2017–2018 | Gary Cahill            | Gary Cahill, Joe Hart, Jordan Henderson, Harry Kane,                                             |
| 2018–     | Harry Kane             | Gary Cahill, Jordan Henderson, Eric Dier, Fabian Delph                                           |

## Nem hivatalos kapitányságok
Azokat a játékosokat, akik egy mérkőzés során megkapták a csapatkapitányi karszalagot, a Labdarúgó-szövetség (FA) nem tekinti hivatalos csapatkapitánynak. 
A következő játékosok – akik sosem voltak hivatalosan a válogatott csapatkapitányai – viselték a kapitányi karszalagot egy-egy mérkőzés folyamán, mikor a hivatalos kapitányt valamilyen okból lecserélték:
- Jamie Carragher
- Robbie Fowler
- Emile Heskey
- Gary Neville
- Phil Neville
- Gareth Southgate
- Frank Lampard
- Gareth Barry